# Kami-Nari Patera
La Kami-Nari Patera è una struttura geologica della superficie di Io.